# Ansell
Ansell Limited — австралийская компания, производящая защитные и медицинские перчатки и презервативы.

## История
В 1929 году Эриком Норманом Анселлом была создана компания E. N. Ansell & Sons, впоследствии переименованная в Ansell Rubber Company. Компания начала свою деятельность с разработки и производства презервативов, впоследствии перейдя к производству противогазов, метеозондов и одноразовых латексных перчаток. В 1969 году Dunlop Australia (дочерняя компания Dunlop Rubber) приобрела Ansell Rubber Company.
В 1980 году компания объединилась с конкурентом и была переименована в Dunlop Olympic. В 1986 году она поменяла своё название на Pacific Dunlop. В конце 1990-х годов прибыль компании упала и увеличилась долговая нагрузка. Собственники приняли решение о разделении компании, в ходе которого продуктовый и батарейный бизнес были проданы, бизнес по производству одежды и обуви был выделен в отдельную компанию Pacific Brands. Компания приняла решение сосредоточиться на производстве медицинской продукции, выпускавшейся подразделением Ansell. В 2002 году компания была переименована в Ansell Limited.

### Поглощения
В 2012 году Ansell приобрела французского производителя резиновых перчаток Comasec за 119 млн долларов США. Компания Comasec была основана в 1948 году, и владела брендом перчаток Marigold, приносящим доход около 100 млн евро ежегодно. Компании принадлежали производственные площади в Португалии и Малайзии; на них трудились свыше 1200 работников.
В январе 2014 года Ansell завершила покупку американской компании BarrierSafe Solutions International за 615 млн долларов США. BarrierSafe была основана в 1987 году и производила одноразовые перчатки и защитную обувь; оборот компании составлял 290 млн долларов США.

## Деятельность
Ansell производит защитные и медицинские перчатки и презервативы.

### Оценки деятельности
В исследованиях, проведённых Всемирным банком в 1988 году, Ansell (наряду с Sagami Rubber Industries и London Rubber Industries) была названа крупнейшим поставщиком презервативов на международный рынок.